# Alebroides soror
Alebroides soror är en insektsart som beskrevs av Irena Dworakowska 1981. Alebroides soror ingår i släktet Alebroides och familjen dvärgstritar. Inga underarter finns listade i Catalogue of Life.